# 永昌県
永昌県（えいしょう-けん）は中華人民共和国甘粛省金昌市に位置する県。県人民政府の所在地は城関鎮。

## 歴史
県名は「永遠昌盛」の願いを込めて命名された。
永昌の名称の使用は1278年（至元15年）、元朝が永昌路を設置したことにさかのぼる。明朝は永昌衛に改編され、1725年（雍正3年）に永昌県とされ現在に至る。

## 行政区画
9鎮、1郷を管轄：
- 鎮：城関鎮、河西堡鎮、新城子鎮、朱王堡鎮、東寨鎮、水源鎮、紅山窯鎮、焦家荘鎮、六壩鎮
- 郷：南壩郷

## 交通

### 鉄道
- 中国鉄路総公司
  - 蘭新線

（嘉峪関方面）- 芨嶺駅 - 玉石駅 - 金昌駅 - 青山堡駅 -（蘭州方面）

### 道路
- 高速道路
  - 連霍高速道路
  - 武金高速道路
  - S17 金永高速道路
- 国道
  - G312国道